# Бислими, Фатон
Фатон Бислими (алб. Faton Bislimi, род. 12 февраля 1983, Гнилане, САК Косово) — албанский общественный деятель.
Бислими с отличием окончил Техасский лютеранский университет (TLU) со степенью бакалавра в области компьютерных наук и бакалавра искусств по математике, а позже получил степень магистра государственного управления и международного развития в Гарвардском университете. Во время учёбы в TLU и Гарварде Бислими писал для албанской ежедневной газеты Bota Sot и тесно сотрудничал с Джозефом Диогварди из Албанско-американской гражданской лиги, а также с другими американскими конгрессменами, которые поддерживали независимость Косово.
Бислими — автор двух книг, сборника математических задач и серии журналистских статей под названием Në Rrugëtim me Kosovën: Tatëpjetat dhe të Përpjetat (На пути к Косово: взлёты и падения), опубликованных в Хьюстоне в 2006 году издательством Jalifat Publishing Рамиза Тафилая. Критики оценили последнюю книгу как «проявление двух фигур в совместной гармонии: одна — сила мысли Бислими, а другая — ясность его редких сочинений».
Фатон Бислими основал The Bislimi Group с целью предложить косовским студентам лучшие возможности для получения образования. Техасский лютеранский университет предоставил 13 полных стипендий для обучения в бакалавриате через The Bislimi Group.
Фатон Бислими выдвигался в качестве независимого кандидата на выборах мэра 2007 года в Гнилане, но проиграл выборы. Был одним из кандидатов на пост посла Косова в США, однако президент Косово назначил послом Авни Спахиу, бывшего временного поверенного в делах в Вашингтоне.
Бислими преподавал в качестве адъюнкт-профессора в двух местных колледжах в Приштине — Американском университете в Косово и Университетском колледже Виктории. Работая в ПРООН, он стал соучредителем Косовского центра общественной политики и руководил публикацией научного журнала.

## Личная жизнь
Он женат на Арбноре Даути Бислими и является отцом Фионы Бислими (2008 г.р.).